# علم المكسيك

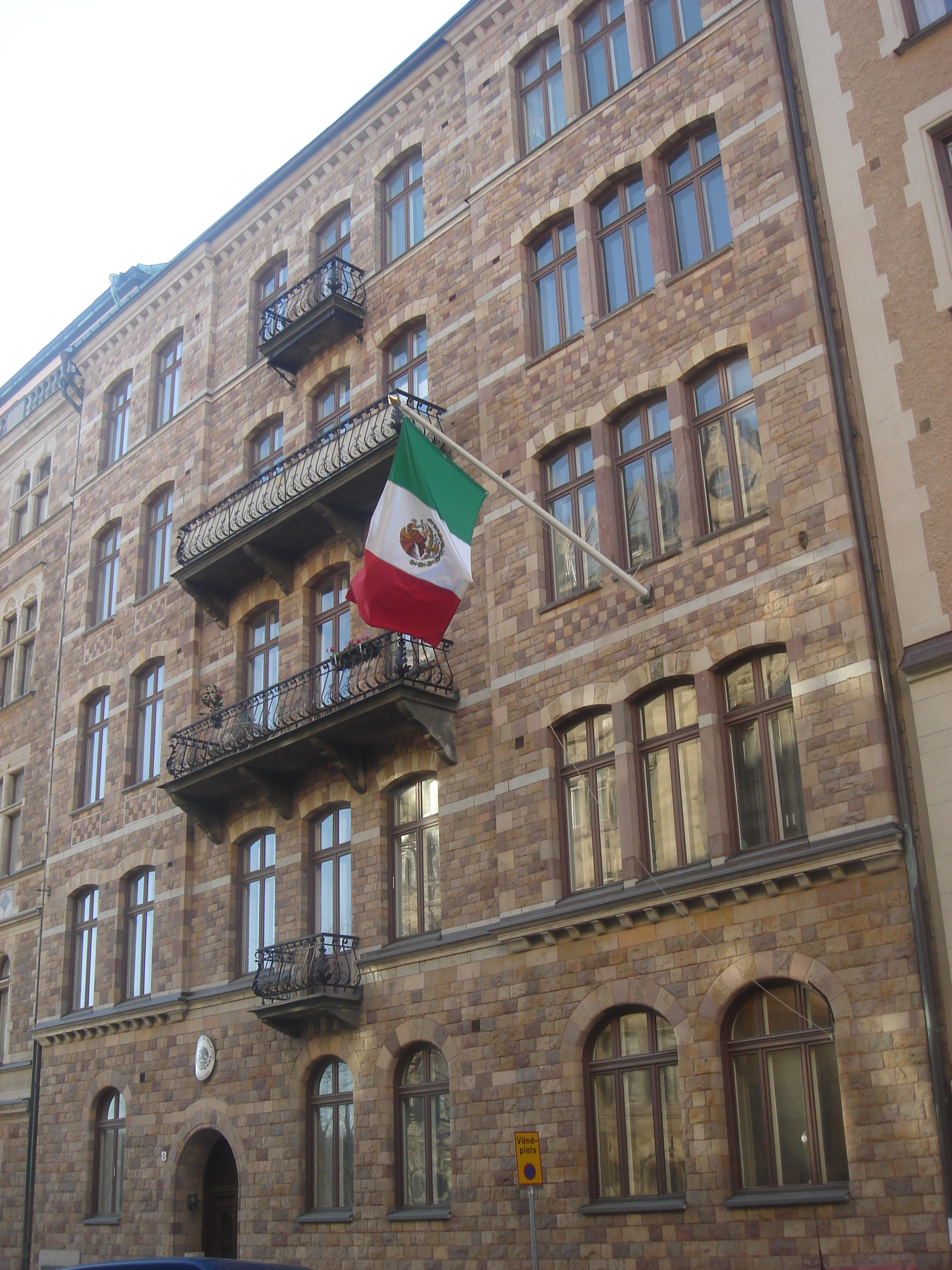
صورة للعلم المكسيكي وهو مرفوع في السفارة المكسيكية بالعاصمة السويدية ستوكهولم

علم المكسيك (بالإسبانية: Bandera de México)‏ يتكون من ثلاثة ألوان عمودية هي الأخضر والأبيض والأحمر مع شعار البلاد الوطني المرسوم في وسط الشريط الأبيض. تم تبني هذه الألوان الثلاثة من قبل المكسيك بعد استقلال البلاد عن إسبانيا خلال حرب الاستقلال والإمبراطورية الأولى، وإن تغير معنى هذه الألوان مع مرور الوقت. تم تعديل شكل الشعار آخر مرة في عام 1968، ولكن التصميم العام مستخدم منذ عام 1821 عندما تم تصميم العلم الوطني الأول.
الأحمر والأبيض والأخضر هي ألوان جيش التحرير الوطني في المكسيك. الشعار في وسط العلم هو شعار الدولة المكسيكية، وهو مبني على رمز تينوتشتيتلان (الآن مكسيكو سيتي) عند الأزتك، حيث كانت المدينة مركز إمبراطورية الأزتك. وهو يصور نسرا يجلس على نبتة صبار وهو يلتهم ثعبانًا، حيث أشار النسر للأزتك إلى حيث يؤسسون مدينتهم تينوتشتيتلان. وهناك شريط من الألوان الوطنية في الجزء السفلي من شعار النبالة. تغير العلم عدة مرات على مدار التاريخ، وكذلك تصميم الشعار ونسبة الطول للعرض. إلا أن الشعار ظل يحمل نفس الخصائص: نسر يحمل ثعبانا في مخلبه ويقف على رأس نبتة صبار؛ ويقف الصبار على صخرة فوق بحيرة. أتى الشعار من أساطير الأزتك بأن آلهتهم أخبرتهم ببناء مدينة حيث يرصدون نسرًا على صبار يأكل ثعبانا، وهي الآن مكسيكو سيتي.
يحكم القانون الحالي للرموز الوطنية استخدام العلم الوطني كما كان قائما منذ عام 1984. ويستخدم العلم الوطني الحالي أيضا كراية البحرية المكسيكية من قبل السفن المسجلة في المكسيك.

## التصميم والرمزية

ورقة البناء الرسمية

الشعار المكسيكي

يمكن الاطلاع على التصميم الرسمي للعلم المكسيكي في المادة 3 من قانون الشعارات والعلم والنشيد الوطني الذي صدر في عام 1984. لم يتم تحديد درجات الألوان بدقة حسب القانون، ولكن تم تسجيلها في عام 2001 بشكل شخصي إلى جمعية أعلام العالم، واقترحت وزارة الداخلية (Secretaría de Gobernación) استعمال الدرجات التالية في نظام البانتون؛  ولكن الوزارة لم تحكم رسميًا في الأمر. ولا توجد حتى الآن وثائق مطبوعة رسمية أو بيان عن درجات الألوان. تم استخدام ألوان البانتون المدرجة أدناه من قبل اللجنة المنظمة في لندن لدورة الألعاب الأولمبية وأولمبياد المعاقين المحدودة في «دليل الأعلام» الخاص بها. في حين اقترح دليل أعلام أولمبياد بكين عام 2008 درجات أخرى.
| Colour scheme                        | أخضر | أخضر         | أبيض | أبيض        | أحمر | أحمر       |
| ------------------------------------ | ---- | ------------ | ---- | ----------- | ---- | ---------- |
| بانتون                               |      | 3425c        |      | Safe        |      | 186c       |
| النموذج اللوني أحمر أخضر أزرق        |      | 0-104-71     |      | 255-255-255 |      | 206-17-38  |
| النموذج اللوني سيان ماجنتا أصفر أسود |      | 100-34-93-30 |      | 0-0-0-0     |      | 0-92-82-19 |
| ألوان الويب                          |      | 006847       |      | FFFFFF      |      | CE1126     |

تُملي الفقرة ما يجب أن يظهر على العلم ونسبه أيضًا. يتم الاحتفاظ بنسخ من العلم الوطني التي تم إعدادها وفقًا لهذا القانون في موقعين: الأرشيف الوطني العام (Archivo General de la Nación) والمتحف الوطني للتاريخ (Museo Nacional de Historia).
| علم المكسيك | "الفقرة 3: إن العلم الوطني عبارة عن مستطيل مقسم إلى ثلاثة خطوط عمودية بنسب متساوية، مع وضع الألوان بالترتيب التالي من الصاري: الأخضر والأبيض والأحمر. وفي الوسط الأبيض، يبلغ قطر الشعار الوطني ثلاثة أرباع عرض الشريط الأبيض. أبعاد العلم هي أربعة إلى سبعة (نسبة 4:7)." النبتة هى التين الشوكى وليس الصبار | علم المكسيك |

### الاختلافات مع العلم الإيطالي

المقارنة بين العلمين المتشابهين المكسيكي والإيطالي.

رغم أن الألوان الثلاثة المكسيكية (خضراء، بيضاء، حمراء) تم استخدامها بشكل مستمر لفترة أقدم من العلم الإيطالي، فقد تم استخدام العلم الإيطالي ثلاثي الألوان المشابه لفترة وجيزة في أوروبا في وقت اعتماد العلم المكسيكي،  على سبيل المثال من قبل الجمهورية الألبية، ولكن كانت أبعاده مختلفة عن العلم الإيطالي الحديث.
يستخدم العلمان نفس الألوان، لكن العلم المكسيكي يحتوي على درجة أدكن من اللون الأخضر والأحمر (خاصة الأخضر). كما تعتمد هذه الأعلام أبعادا مختلفة: نسبة العرض إلى الارتفاع للعلم الإيطالي هي 2:3 (1 إلى 1.5)، في حين أن نسبة العرض إلى الارتفاع للعلم المكسيكي هي 4:7 (1 إلى 1.75)، ما يجعل شكله أطول.